# 壁胸膜
壁胸膜（英語：parietal pleura）是胸膜的一部分；其衬覆胸壁内侧，以及被覆纵隔两侧面和膈上面，也随胸廓延伸上突至颈根部。
按壁胸膜衬覆部位不同分为以下部分：
- 肋胸膜（costal pleura）：是衬覆于肋骨、胸骨、肋间肌、胸横肌及胸内筋膜等结构内面的壁层胸膜；其前缘位于胸骨后方，后缘达脊柱两侧，下缘以锐角返折移行为膈胸膜，上部移行为胸膜顶。
- 膈胸膜（diaphragmatic pleura）：是被覆于膈两侧上面的壁层胸膜；其边缘除内侧与纵隔胸膜移行外，其余均与肋胸膜移行，且与膈粘连紧密，不易剥离。
- 纵隔胸膜（mediastinal pleura）：是被覆于纵隔两侧面的壁层胸膜；其中部包裹肺根并移行为脏胸膜。纵隔胸膜向上移行为胸膜顶，下缘连接膈胸膜，前后缘连接肋胸膜。
- 胸膜顶（cupula of pleura）：是肋胸膜和纵隔胸膜向上的延续；其突至胸廓上口平面以上，与肺尖表面的脏胸膜相对。胸膜顶的表面解剖位置约略在胸锁关节与锁骨中1/3内1/3交界处之间，成人胸膜顶高出锁骨上方约2.5厘米。

## 参阅
- 脏胸膜
- 胸膜腔
- 胸膜隐窝